# Bycanistes sharpii
Bycanistes sharpii, "östlig skriknäshornsfågel", är en fågel i familjen näshornsfåglar inom ordningen härfåglar och näshornsfåglar.

## Utbredning och systematik
Fågeln delas in i två underarter med följande utbredning:
- B. s. sharpii – Nigerfloden i Nigeria österut till västra Demokratiska republiken Kongo och söderut till nordvästra Angola
- B. s. duboisi – Centralafrikanska republiken och Kongobäckenet österut till västra Uganda och söderut till sydcentrala och östra Demokratiska republiken Kongo

Den betraktas oftast som underart till skriknäshornsfågel (Bycanistes fistulator), men urskiljs sedan 2014 som egen art av Birdlife International, IUCN och Handbook of Birds of the World.

## Status
Internationella naturvårdsunionen IUCN kategoriserar den som livskraftig.

## Namn
Fågelns vetenskapliga artnamn hedrar Richard Bowdler Sharpe (1847-1909), brittisk ornitolog vid British Museum of Natural History 1872-1909.